# Jürgen Horlemann
Jürgen Horlemann (* 7. Dezember 1941 in Dahn; † 24. Mai 1995 in Linz am Rhein) war ein deutscher Autor und Verleger.

## Leben
Der Sohn eines süddeutschen Schuhfabrikanten war als Student der Soziologie im Berliner SDS aktiv. Sein Arbeitsschwerpunkt war das Thema Vietnamkrieg. Mit Peter Gäng und Klaus Gilgenmann war Horlemann führend in dem Anfang 1965 gegründeten Vietnam-Arbeitskreis im SDS.
1970 gründete er zusammen mit Christian Semler und Peter Neitzke die maoistische K-Gruppe KPD/AO. Deren Zentralkomitee gehörte er von Anfang an an. 1978 wurde er wegen der Protestaktion gegen den Besuch des südvietnamesischen Staatschefs Nguyễn Văn Thiệu am 10. April 1973 in Bonn, bei dem das Rathaus von Mitgliedern der KPD und der KPD/ML besetzt worden war, zu einem Jahr Freiheitsstrafe auf Bewährung verurteilt.
Horlemann begründete 1990 den nach ihm benannten Horlemann Verlag. Er veröffentlichte mehrere Titel zu Themen der Entwicklungspolitik.

## Schriften
- Modelle der kolonialen Konterrevolution: Beschreibung und Dokumente. Suhrkamp, Frankfurt/Main 1968 (Edition Suhrkamp; 255)
- Kampuchea 1979, Befreiung oder Aggression? (mit E. Steinhauer), Verlag Rote Fahne, Köln 1979. ISBN 3-8106-0079-2
- Die Dritte Welt geht alle an: 20 Jahre gemeinsame Entwicklungsarbeit von Staat und gesellschaftlichen Gruppen in der Bundesrepublik Deutschland. Nomos-Verlagsgesellschaft, Baden-Baden 1982. ISBN 3-7890-0848-6
- Vietnam: Genesis eines Konflikts (Mit der DVD "Vietnam Herbst 68") Suhrkamp, Frankfurt/Main 2008  (zusammen mit Peter Gäng, zuerst 1967, Edition Suhrkamp; 173), ISBN 978-3-518-41986-1
- Ein Tag für Afrika. Die Fernsehberichterstattung über die Hungerkatastrophe in der Dritten Welt am Beispiel Afrika. 1987. ISBN 978-3-88548-418-9
- Entwicklungspolitik: Unterwegslexikon. Dt. Stiftung für Internat. Entwicklung, Stuttgart 1988.
- Frauenförderung in der Entwicklungszusammenarbeit. Gemeinschaftswerk der Evang. Publizistik, Frankfurt/Main 1995.
- Kindernot und Patenglück. Zur Öffentlichkeitsarbeit von Kinderpatenschaftsorganisationen. Haag und Herchen, Frankfurt/Main 1989, ISBN 978-3-89228-321-8.